# Tour de France 2024/18. Etappe
Die 18. Etappe der Tour de France 2024 fand am 18. Juli 2024 statt. Sie führte die 111. Austragung des französischen Etappenrennens in die Alpen. Der Start erfolgt in Gap, ehe es über 179,5 hüglige Kilometer nach Barcelonnette ging. Nach der Etappe hatten die Fahrer 3186,2 Kilometer absolviert, was 91,1 % der Gesamtdistanz entspricht.
Den Etappensieg sicherte sich der Belgier Victor Campenaerts (Lotto Dstny) im Sprint vor Mattéo Vercher (TotalEnergies) und Michał Kwiatkowski (Ineos Grenadiers). Das Trio hatte sich rund 35 Kilometer vor dem Ziel von einer großen Ausreißergruppe abgesetzt. Tadej Pogačar (UAE Team Emirates) verteidigte das Gelbe Trikot.

## Streckenverlauf
Der neutralisierte Start erfolgte in Gap auf der Avenue de Traunstein vor dem Stade Nautique de Fontreyne. Nach wenigen Metern bogen die Fahrer rechts auf die N85 ab, ehe sie beim Place Frédéric Euzières auf die D91 wechselten. Im Anschluss begann die Straße auf der D994 leicht anzusteigen und führte über mehrere Kreisverkehre in Richtung Westen, ehe das Rennen nach fünf Kilometern freigegeben wurde.
Nach dem offiziellen Start verlief die Strecke auf der D994 in Richtung Westen, ehe die Fahrer rechts auf die D937 abbogen, die ins Dévoluy-Massiv führte. Nach 32,2 Kilometern wurde mit dem Col de Festre (1441 m) der erste Pass erreicht, der als Bergwertung der 3. Kategorie galt. Die anschließende Abfahrt führte die Fahrer weiter in Richtung Norden ans Ufer des Lac du Sautet. Nachdem die dortige Staumauer passiert wurde, begann die Straße auf der D537 wieder anzusteigen und führte nach Corps, wo mit der Côte de Corps (930 m) nach 57,5 Kilometern eine weitere Bergwertung der 3. Kategorie überquert wurde. Dann drehte die Fahrtrichtung gen Südosten und in Saint-Bonnet-en-Champsaur wurde bei Kilometer 84,3 der einzige Zwischensprint ausgefahren. Kurz drauf ging es über die D944 auf den Col de Manse (1280 m), der als Bergwertung der 3. Kategorie nach 97,3 Kilometern erreicht wurde. Die nachfolgende Abfahrt führte über die kurvenreiche D14 nach La Bâtie-Neuve, ehe es flach nach Chorges ging. Im Anschluss führte die D9 zur Côte de Saint-Apollinaire (1286 m). Hier wurde bei Kilometer 121 eine weitere Bergwertung der 3. Kategorie abgenommen. Die Abfahrt führte über die D541 zur Pont de Savines, über die der Lac de Serre-Ponçon überquert wurde. Am Südostufer folgte mit der Côte des Demoiselles Coiffées (1031 m), der letzte Anstieg der 3. Kategorie, der 40,4 Kilometer vor dem Ziel passiert wurde. Er wies auf einer Länge von 3,6 Kilometern eine Steigung von 5,4 % auf. Nach einem kurzen Plateau folgte eine Abfahrt, ehe es ins leicht ansteigende Vallée de l’Ubaye ging. Die letzten Kilometer führten auf der D109 von Les Thuiles nach Barcelonnette. Im Finale wurde die D902 befahren, ehe das Ziel vor der Villa Anita erreicht wurde. Rund 300 Meter vor dem Ziel musste eine scharfe Linkskurve durchfahren werden, bevor die Ubaye überquert wurde.
|                            | Ort                           | Kilometer | Länge (km) | Höhe (m) | Ø Steigung | max. Steigung |
| -------------------------- | ----------------------------- | --------- | ---------- | -------- | ---------- | ------------- |
| neutralisierter Start      | Gap (Avenue de Traunstein)    | −5,0      |            |          |            |               |
| offizieller Start          | Gap (D994)                    | 0,0       |            |          |            |               |
| Bergwertung (3. Kategorie) | Col de Festre                 | 32,2      | 3,9        | 1441     | 6,3 %      |               |
| Bergwertung (3. Kategorie) | Côte de Corps                 | 57,5      | 2,1        | 930      | 7,2 %      |               |
| Zwischensprint             | Saint-Bonnet-en-Champsaur     | 84,3      |            |          |            |               |
| Bergwertung (3. Kategorie) | Col de Manse                  | 97,3      | 5,1        | 1280     | 3,6 %      |               |
| Bergwertung (3. Kategorie) | Côte de Saint-Apollinaire     | 121,0     | 7,0        | 1286     | 5,5 %      |               |
| Bergwertung (3. Kategorie) | Côte des Demoiselles Coiffées | 139,1     | 3,6        | 1031     | 5,4 %      |               |
| Ziel                       | Barcelonnette                 | 179,5     |            |          |            |               |

## Rennverlauf
Unmittelbar nachdem das Rennen freigegeben worden war, kam es zu den ersten Angriffen im Hauptfeld. Bis zum ersten längeren Anstieg des Tages, dem Col de Festre, konnte sich jedoch keine Gruppe langfristig absetzen. Nach rund 30 Kilometern bildete sich schließlich eine 34 Fahrer umfassende Spitzengruppe in der folgende Mannschaften (sortiert nach dem bestplatzierten Fahrer in der Gesamtwertung) vertreten waren: Steff Cras, Jordan Jegat, Mathieu Burgaudeau, Mattéo Vercher (alle TotalEnergies), Guillaume Martin (Cofidis), Ben Healy, Richard Carapaz, Sean Quinn (alle EF Education-EasyPost), Jai Hindley, Matteo Sobrero (beide Red Bull–Bora–Hansgrohe), Louis Meintjes, Georg Zimmermann (beide Intermarché-Wanty), Julien Bernard, Toms Skujiņš (beide Lidl-Trek), Tobias Halland Johannessen (Uno-X Mobility), Bruno Armirail, Nicolas Prodhomme (beide Decathlon AG2R La Mondiale), Geraint Thomas, Michał Kwiatkowski (beide Ineos Grenadiers), Wout Poels (Bahrain Victorious), Quentin Pacher (beide Groupama-FDJ), Wout van Aert, Bart Lemmen (beide Visma-Lease a Bike), Alex Aranburu, Gregor Mühlberger, Oier Lazkano (alle Movistar Team), Frank van den Broek (dsm-firmenich PostNL), Hugo Houle, Krists Neilands (beide Israel-Premier Tech), Victor Campenaerts (Lotto Dstny), Michael Matthews, Christopher Juul-Jensen (beide Jayco AlUla), Raúl García Pierna und Clément Champoussin (beide Arkéa-B&B Hotels). Der bestplatzierte Fahrer in der Gesamtwertung war der Belgier Steff Cras mit einem Rückstand von 32 Minuten und 58 Sekunden.
Auf dem Col de Festre sicherte sich Oier Lazkano vor Sean Quinn die meisten Punkte und rückte somit in der Bergwertung auf den vierten Rang vor. Sein Rückstand auf den führenden Tadej Pogačar (UAE Team Emirates) betrug jedoch weiterhin 50 Punkte. Nachdem die Kuppe überquert worden war, schlossen mit Valentin Madouas (Groupama-FDJ) und Dorian Godon (Decathlon AG2R La Mondiale) zwei weitere Fahrer zur Spitze des Rennens auf, in der nun 36 Fahrer vertreten waren. Nachdem Oier Lazkano vor Richard Carapaz über die Côte de Corps geführt hatte, sicherte sich Michael Matthews die meisten Punkte beim Zwischensprint von Saint-Bonnet-en-Champsaur, wobei der Australier in der Punktewertung für den führenden Biniam Girmay (Intermarché-Wanty) keine Gefahr darstellte. Auf dem Col de Manse sicherten sich erneut Oier Lazkano und Richard Carapaz die Punkte im Kampf um die Bergwertung, bevor es im Anstieg der Côte de Saint-Apollinaire zu den ersten Angriffen in der Ausreißergruppe kam. Diese hatte zwischenzeitlich einen Vorsprung von sieben Minuten herausfahren können.
Als erster Fahrer griff Ben Healy rund 65 Kilometer vor dem Ziel an. Der Ire konnte sich jedoch nicht absetzen und wurde wenig später nach einer Reihe von weiteren Angriffen ebenso wie weitere Fahrer distanziert. Tobias Halland Johannessen führte vor Michał Kwiatkowski über die Côte de Saint-Apollinaire, auf der sich zwischenzeitlich elf Fahrer lösen hatten können. Auf dem anschließenden Flachstück konnten jedoch mehrere abgehängte Fahrer die Lücke zur Spitze des Rennens schließen. Auf der Côte des Demoiselles Coiffées sicherte sich Michał Kwiatkowski vor Richard Carapaz die meisten Punkte und griff kurz darauf in der anschließenden Abfahrt an. Ihm folgten Mattéo Vercher und Victor Campenaerts, während Tobias Halland Johannessen an vierter Position liegend in einer Linkskurve zu Sturz kam. Nun ging rund 35 Kilometer vor dem Ziel eine Lücke hinter den drei ersten Fahrern auf, die ihren Vorsprung auf den anschließenden Kilometern weiter ausbauten. Zwei Kilometer vor dem Ziel betrug der Vorsprung des Trios rund 30 Sekunden, ehe Mattéo Vercher auf dem letzten Kilometer angriff. Der Franzose konnte eine kleine Lücke herausfahren, die jedoch von Michał Kwiatkowski rund 600 Meter vor dem Ziel geschlossen wurde. Rund 150 Meter vor dem Ziel eröffnete Victor Campenaerts den Sprint von der dritten Position aus und gewann seine erste Tour-de-France-Etappe vor Mattéo Vercher und Michał Kwiatkowski. Die ersten Verfolger erreichten das Ziel mit einem Rückstand von 22 Sekunden, ehe das Hauptfeld um den gesamtführenden Tadej Pogačar den Zielstrich 13 Minuten und 40 Sekunden nach dem Etappensieger überquerte.
In der Gesamtwertung kam es zu keinen nennenswerten Veränderungen. Steff Cras und Guillaume Martin schoben sich auf die Ränge 12 und 13, wiesen jedoch weiterhin Rückstände von rund 20 Minuten auf. Tadej Pogačar lag weiterhin drei Minuten und elf Sekunden vor Jonas Vingegaard (Visma-Lease a Bike). Der Gesamtdritte Remco Evenepoel (Soudal Quick-Step), der die Nachwuchswertung anführte, wies einen Rückstand von fünf Minuten und neun Sekunden auf. In der Punktewertung blieb der Abstand zwischen Biniam Girmay und Jasper Philipsen (Alpecin-Deceuninck) bei 33 Punkten. In der Bergwertung lag Tadej Pogačar weiterhin vor Jonas Vingegaard an der Spitze, wobei sich Oier Lazkano und Richard Carapaz auf die Plätze vier und fünf schoben. Obwohl das UAE Team Emirates keinen Fahrer in der Ausreißergruppe platziert hatte, führte sie nach wie vor die Mannschaftswertung an. Tobias Johannessen wurde kämpferischsten Fahrer gewählt. Alle 145 gestarteten Fahrer erreichten das Ziel.

## Ergebnis
| \| Etappenergebnis \| Etappenergebnis \| Etappenergebnis \| Etappenergebnis \| Etappenergebnis \| \| Fahrer \| Fahrer \| Land \| Team \| Zeit \| \| --------------- \| ------------------ \| --------------- \| -------------------------- \| --------------- \| \| 1. \| Victor Campenaerts \| Belgien \| Lotto Dstny \| 4 h 10 min 42 s \| \| 2. \| Mattéo Vercher \| Frankreich \| TotalEnergies \| + 0 s \| \| 3. \| Michał Kwiatkowski \| Polen \| Ineos Grenadiers \| + 0 s \| \| 4. \| Toms Skujiņš \| Lettland \| Lidl-Trek \| + 22 s \| \| 5. \| Oier Lazkano \| Spanien \| Movistar Team \| + 22 s \| \| 6. \| Bart Lemmen \| Niederlande \| Team Visma \\| Lease a Bike \| + 22 s \| \| 7. \| Krists Neilands \| Lettland \| Israel-Premier Tech \| + 22 s \| \| 8. \| Jai Hindley \| Australien \| Red Bull-Bora-Hansgrohe \| + 22 s \| \| 9. \| Wout van Aert \| Belgien \| Team Visma \\| Lease a Bike \| + 37 s \| \| 10. \| Michael Matthews \| Australien \| Team Jayco AlUla \| + 37 s \| |                    |             |                            |                 |
| |                    |             |                            |                 |
| Quellen: ProCyclingStats Cycling Quotient |                    |             |                            |                 |
| Etappenergebnis |                    |             |                            |                 |
| Fahrer | Fahrer             | Land        | Team                       | Zeit            |
| 1. | Victor Campenaerts | Belgien     | Lotto Dstny                | 4 h 10 min 42 s |
| 2. | Mattéo Vercher     | Frankreich  | TotalEnergies              | + 0 s           |
| 3. | Michał Kwiatkowski | Polen       | Ineos Grenadiers           | + 0 s           |
| 4. | Toms Skujiņš       | Lettland    | Lidl-Trek                  | + 22 s          |
| 5. | Oier Lazkano       | Spanien     | Movistar Team              | + 22 s          |
| 6. | Bart Lemmen        | Niederlande | Team Visma \| Lease a Bike | + 22 s          |
| 7. | Krists Neilands    | Lettland    | Israel-Premier Tech        | + 22 s          |
| 8. | Jai Hindley        | Australien  | Red Bull-Bora-Hansgrohe    | + 22 s          |
| 9. | Wout van Aert      | Belgien     | Team Visma \| Lease a Bike | + 37 s          |
| 10. | Michael Matthews   | Australien  | Team Jayco AlUla           | + 37 s          |

## Gesamtstände
| \| Gesamtwertung \| Gesamtwertung \| Gesamtwertung \| Gesamtwertung \| Gesamtwertung \| \| Fahrer \| Fahrer \| Land \| Team \| Zeit \| \| ------------- \| ----------------- \| ---------------------- \| -------------------------- \| ---------------- \| \| 1. \| Tadej Pogačar \| Slowenien \| UAE Team Emirates \| 74 h 45 min 27 s \| \| 2. \| Jonas Vingegaard \| Dänemark \| Team Visma \\| Lease a Bike \| + 3 min 11 s \| \| 3. \| Remco Evenepoel \| Belgien \| Soudal Quick-Step \| + 5 min 09 s \| \| 4. \| João Almeida \| Portugal \| UAE Team Emirates \| + 12 min 57 s \| \| 5. \| Mikel Landa \| Spanien \| Soudal Quick-Step \| + 13 min 24 s \| \| 6. \| Carlos Rodríguez \| Spanien \| Ineos Grenadiers \| + 13 min 30 s \| \| 7. \| Adam Yates \| Vereinigtes Königreich \| UAE Team Emirates \| + 15 min 41 s \| \| 8. \| Giulio Ciccone \| Italien \| Lidl-Trek \| + 17 min 51 s \| \| 9. \| Derek Gee \| Kanada \| Israel-Premier Tech \| + 18 min 15 s \| \| 10. \| Santiago Buitrago \| Kolumbien \| Bahrain Victorious \| + 18 min 35 s \| |                   |                        |                            |                  |
| |                   |                        |                            |                  |
| Quellen: ProCyclingStats Cycling Quotient |                   |                        |                            |                  |
| Gesamtwertung |                   |                        |                            |                  |
| Fahrer | Fahrer            | Land                   | Team                       | Zeit             |
| 1. | Tadej Pogačar     | Slowenien              | UAE Team Emirates          | 74 h 45 min 27 s |
| 2. | Jonas Vingegaard  | Dänemark               | Team Visma \| Lease a Bike | + 3 min 11 s     |
| 3. | Remco Evenepoel   | Belgien                | Soudal Quick-Step          | + 5 min 09 s     |
| 4. | João Almeida      | Portugal               | UAE Team Emirates          | + 12 min 57 s    |
| 5. | Mikel Landa       | Spanien                | Soudal Quick-Step          | + 13 min 24 s    |
| 6. | Carlos Rodríguez  | Spanien                | Ineos Grenadiers           | + 13 min 30 s    |
| 7. | Adam Yates        | Vereinigtes Königreich | UAE Team Emirates          | + 15 min 41 s    |
| 8. | Giulio Ciccone    | Italien                | Lidl-Trek                  | + 17 min 51 s    |
| 9. | Derek Gee         | Kanada                 | Israel-Premier Tech        | + 18 min 15 s    |
| 10. | Santiago Buitrago | Kolumbien              | Bahrain Victorious         | + 18 min 35 s    |

| Punktewertung | Punktewertung    | Punktewertung | Punktewertung              | Punktewertung |
| Fahrer        | Fahrer           | Land          | Team                       | Punkte        |
| ------------- | ---------------- | ------------- | -------------------------- | ------------- |
| 1.            | Biniam Girmay    | Eritrea       | Intermarché-Wanty          | 387 P.        |
| 2.            | Jasper Philipsen | Belgien       | Alpecin-Deceuninck         | 354 P.        |
| 3.            | Bryan Coquard    | Frankreich    | Cofidis                    | 188 P.        |
| 4.            | Anthony Turgis   | Frankreich    | TotalEnergies              | 163 P.        |
| 5.            | Arnaud De Lie    | Belgien       | Lotto Dstny                | 161 P.        |
| 6.            | Wout van Aert    | Belgien       | Team Visma \| Lease a Bike | 152 P.        |
| 7.            | Tadej Pogačar    | Slowenien     | UAE Team Emirates          | 136 P.        |
| 8.            | Jonas Abrahamsen | Norwegen      | Uno-X Mobility             | 136 P.        |
| 9.            | Pascal Ackermann | Deutschland   | Israel-Premier Tech        | 118 P.        |
| 10.           | Remco Evenepoel  | Belgien       | Soudal Quick-Step          | 112 P.        |

| Bergwertung | Bergwertung                | Bergwertung | Bergwertung                | Bergwertung |
| Fahrer      | Fahrer                     | Land        | Team                       | Punkte      |
| ----------- | -------------------------- | ----------- | -------------------------- | ----------- |
| 1.          | Tadej Pogačar              | Slowenien   | UAE Team Emirates          | 77 P.       |
| 2.          | Jonas Vingegaard           | Dänemark    | Team Visma \| Lease a Bike | 58 P.       |
| 3.          | Remco Evenepoel            | Belgien     | Soudal Quick-Step          | 42 P.       |
| 4.          | Oier Lazkano               | Spanien     | Movistar Team              | 41 P.       |
| 5.          | Richard Carapaz            | Ecuador     | EF Education-EasyPost      | 37 P.       |
| 6.          | Jonas Abrahamsen           | Norwegen    | Uno-X Mobility             | 36 P.       |
| 7.          | David Gaudu                | Frankreich  | Groupama-FDJ               | 30 P.       |
| 8.          | Carlos Rodríguez           | Spanien     | Ineos Grenadiers           | 24 P.       |
| 9.          | Ben Healy                  | Irland      | EF Education-EasyPost      | 21 P.       |
| 10.         | Tobias Halland Johannessen | Norwegen    | Uno-X Mobility             | 19 P.       |

| Nachwuchswertung | Nachwuchswertung           | Nachwuchswertung       | Nachwuchswertung           | Nachwuchswertung  |
| Fahrer           | Fahrer                     | Land                   | Team                       | Zeit              |
| ---------------- | -------------------------- | ---------------------- | -------------------------- | ----------------- |
| 1.               | Remco Evenepoel            | Belgien                | Soudal Quick-Step          | 74 h 50 min 36 s  |
| 2.               | Carlos Rodríguez           | Spanien                | Ineos Grenadiers           | + 8 min 21 s      |
| 3.               | Santiago Buitrago          | Kolumbien              | Bahrain Victorious         | + 13 min 26 s     |
| 4.               | Matteo Jorgenson           | Vereinigte Staaten     | Team Visma \| Lease a Bike | + 17 min 09 s     |
| 5.               | Ben Healy                  | Irland                 | EF Education-EasyPost      | + 37 min 13 s     |
| 6.               | Javier Romo                | Spanien                | Movistar Team              | + 51 min 14 s     |
| 7.               | Ilan Van Wilder            | Belgien                | Soudal Quick-Step          | + 1 h 11 min 35 s |
| 8.               | Jordan Jegat               | Frankreich             | TotalEnergies              | + 1 h 25 min 27 s |
| 9.               | Tobias Halland Johannessen | Norwegen               | Uno-X Mobility             | + 1 h 26 min 02 s |
| 10.              | Oscar Onley                | Vereinigtes Königreich | Team dsm-firmenich PostNL  | + 1 h 47 min 53 s |

| Mannschaftswertung | Mannschaftswertung         | Mannschaftswertung           | Mannschaftswertung |
| Team               | Team                       | Land                         | Zeit               |
| ------------------ | -------------------------- | ---------------------------- | ------------------ |
| 1.                 | UAE Team Emirates          | Vereinigte Arabische Emirate | 224 h 41 min 24 s  |
| 2.                 | Team Visma \| Lease a Bike | Niederlande                  | + 27 min 57 s      |
| 3.                 | Ineos Grenadiers           | Vereinigtes Königreich       | + 52 min 14 s      |
| 4.                 | Soudal Quick-Step          | Belgien                      | + 59 min 21 s      |
| 5.                 | Lidl-Trek                  | Vereinigte Staaten           | + 1 h 29 min 03 s  |
| 6.                 | Movistar Team              | Spanien                      | + 1 h 39 min 10 s  |
| 7.                 | EF Education-EasyPost      | Vereinigte Staaten           | + 2 h 08 min 08 s  |
| 8.                 | Bahrain Victorious         | Bahrain                      | + 2 h 11 min 47 s  |
| 9.                 | Red Bull-Bora-Hansgrohe    | Deutschland                  | + 2 h 17 min 45 s  |
| 10.                | Decathlon-AG2R La Mondiale | Frankreich                   | + 2 h 34 min 20 s  |